# Prästagölen (Jälluntofta socken, Småland)
Prästagölen är en sjö i Hylte kommun i Småland och ingår i Nissans huvudavrinningsområde.